# 布莱姆 (马恩省)
布莱姆（法語：Blesme，法語發音：[blɛm]）是法国马恩省的一个市镇，位于该省东南部，属于维特里勒弗朗索瓦区。

## 地理
布莱姆（48°43'31"N, 4°46'29"E）面积6.7 平方千米，位于法国大東部大區马恩省，该省份为法国东北部内陆省份，北起阿登省，西北接埃纳省，西南接塞纳-马恩省，南至奥布省，东南接上马恩省，东临默兹省。
与布莱姆接壤的市镇（或旧市镇、城区）包括：索河畔比尼库尔、勒比松、栋普勒米、欧西涅蒙、莫吕勒蒙图瓦、蓬蒂永、圣吕米耶-拉波皮勒斯、斯克吕。

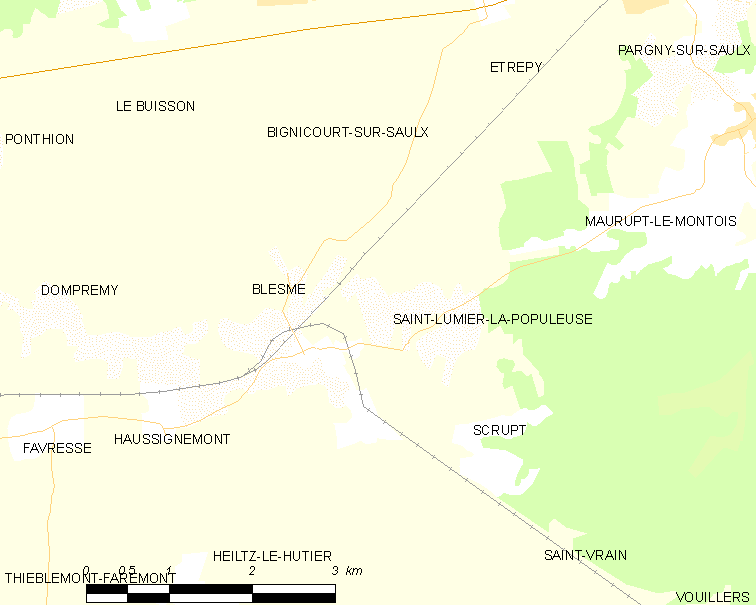
的OSM定位图

布莱姆的时区为UTC+01:00、UTC+02:00（夏令时）。

## 行政
布莱姆的邮政编码为51340，INSEE市镇编码为51068。

## 政治
布莱姆所属的省级选区为塞迈兹莱班县。

## 人口

1962-2008年间人口变化图示

布莱姆于2022年1月1日时的人口数量为197人。